# 北大街街道 (许昌市)
北大街街道是中国河南省许昌市魏都区下辖的一个街道。

## 行政区划
北大街街道下辖：八一社区、西湖社区、新村社区、学院社区、玉皇阁社区。